# 佐藤真太郎
佐藤 真太郎（さとう しんたろう、1980年8月20日 - ）は、日本のオリンピック選手、ボブスレー選手、陸上競技選手。埼玉県鶴ヶ島市出身。早稲田大学人間科学部卒業、筑波大学大学院修了。
ソチオリンピックボブスレー競技日本代表。
陸上競技の成績は埼玉国体100m優勝、日本選手権リレー4×100mリレー優勝2回。

## 経歴
当初は長距離の選手で、鶴ヶ島市立藤中学校1年の時に駅伝の県大会で10位に入る。2年時からロングスプリンターになり、全日中400mで準決勝進出、ジュニアオリンピックC400mで2位という成績を残し、3年時には全日中400mを制覇して全国タイトルを獲得した。
松山高校に進学し、1年時に国体少年B400mで6位、3年の時にインターハイ400mで準決勝進出、国体少年A400mで4位、日本ジュニア選手権400mで7位という成績を残した。
早稲田大学進学後にショートスプリンターになり、4×100mリレーの1走を務めて日本選手権リレーの連覇に貢献するなどした。
大学卒業後は1年間塾でアルバイトをしながら練習を続け、筑波大学大学院に進学した。1年次日本インカレ200mで3位、埼玉国体成年100mで優勝している。
2004年-2008年の期間 狭山ヶ丘高等学校・附属中学校で保健体育教諭として勤務した。2008年4月より、大東文化大学スポーツ・健康科学部スポーツ科学科の専任講師となり、同大陸上競技部のコーチを兼務し、短距離走を専門として指導している。
教職を本業とする傍ら現役を続け、日本陸上競技選手権大会、全日本実業団対抗陸上競技選手権大会など各大会で出場
入賞を続けてきた。
2013年には、ボブスレー競技の日本代表候補選出の為のトライアウトを受け、日本代表に選出された。
アメリカ、カナダで行われた北米杯優勝などの結果を残し、ソチオリンピック出場権利を獲得し、本戦出場を果たした。